# Zero 7
 (avril 2021).
Si vous disposez d'ouvrages ou d'articles de référence ou si vous connaissez des sites web de qualité traitant du thème abordé ici, merci de compléter l'article en donnant les références utiles à sa vérifiabilité et en les liant à la section « Notes et références ».
Zero 7 est un groupe britannique de musique électronique orienté trip hop et downtempo, formé de deux Londoniens : Henry Binns et Sam Hardaker. Ils se font d'abord remarquer en 1997 grâce à leur remix de Climbing Up the Walls de Radiohead.

## Biographie
Après des études d'ingénieur du son, Binns et Hardaker entament leur carrière dans l'industrie musicale dans les années 1990, dans le studio d'enregistrement RAK de Mickie Most à Londres, travaillant pour des artistes britanniques tels que les Pet Shop Boys, Young Disciples et Robert Plant. Ils contactent alors leur ami et ancien camarade de collège Nigel Godrich (alors producteur de Radiohead) et lui demandent d'utiliser quelques morceaux du groupe pour expérimenter leur savoir-faire. Ils remixent ainsi Climbing Up the Walls, qui apparait en face B du single Karma Police.
Après la diffusion du remix lors de l'émission de Gilles Peterson sur BBC Radio 1, Zero 7 est conduit à mixer d'autres projets, à commencer par Love Theme from Spartacus de Terry Callier. Par la suite, ils remixent également Lenny Kravitz, Sneaker Pimps et Lambchop. En 1999, ils sortent un premier EP, intitulé EP1, sous le nom de Zero 7 (d'après un club du Honduras nommé Zero Siete).
En 2001, ils sortent leur premier album, Simple Things, salué par la critique et le public. L'album comporte des collaborations vocales de Mozez, Sia et Sophie Barker. L'album est nommé pour plusieurs prix, notamment pour le Mercury Music Prize. Ils remportent la « Révélation de l'année » aux Muzik Awards et l'album devient disque d'or. Lors de la tournée promotionnelle dans de nombreux festivals de musique, le groupe est constitué de Binns et Hardaker, avec leurs trois chanteurs et d'autres musiciens invités (dont un grand nombre apparaissait sur l'album) atteignant parfois 20 personnes sur scène.
En 2002, Zero 7 sort un album mixé pour la collection Another Late Night, regroupant des titres hip-hop et chill-out qu'ils apprécient et une reprise de Johnny Osbourne, Truth & Rights.
En 2004, sort le deuxième album, When It Falls. En plus des trois chanteurs du premier album, le nouvel opus comporte une collaboration avec Tina Dico. La même année, Binns coécrit également le titre d'Emma Bunton Breathing sur son deuxième album solo Free Me. Binns et l'ancienne Spice Girl collaborent à nouveau en 2006, sur son troisième album, Life in Mono.
Zero 7 est régulièrement repris à la télévision, au cinéma, ainsi que sur des compilations lounge telles que Chillout Project par le DJ philippin Anton Ramos ou les compilations de l'Hôtel Costes. Le titre Lo figurait sur un CD mixé par Layo and Bushwacka!.
Zero 7 sort son troisième album The Garden (en) le 22 mai 2006. Sur le nouvel album, on note de nouvelles collaborations de Sia, José González et les débuts au micro de Henry Binns lui-même.
En mai 2009, trois ans après The Garden, Zero 7 revient avec un album nommé Yeah Ghost dont la sortie est prévue pour le 8 septembre 2009. Le site officiel du groupe propose, sur son unique page, la pochette de ce quatrième album studio. Ce morceau est beaucoup plus axé « Electronica Underground » que la plupart des titres proposés sur les précédents albums.

## Discographie

### EP
- EP 1 (2000)
- EP 2 (2001)
- On My Own (2013)
- Simple Science (2014)
- EP 3 (2015)

### Albums

#### Albums studio
- Simple Things (2001)
- When It Falls (2004)
- The Garden (2006)
- Yeah Ghost (2009)

#### Compilations
- Another Late Night: Zero 7 (2002) (dans la série Another Late Night : les morceaux sont seulement mixés par Zero 7, sauf Truth and Rights (de Johnny Osbourne) qui est complètement rejoué et remixé par Zero 7)
- Record (2010)

### Singles
- I Have Seen - (juin 2001) #76 UK
- Destiny - (septembre 2001) #30 UK
- End Theme - (novembre 2001) #117 UK
- In the Waiting Line - (novembre 2001) #47 UK
- Distractions - (mars 2002) #45 UK
- I Have Seen (re-sortie) - (janvier 2002)
- Home - (février 2004)
- Somersault - (juin 2004) #56 UK
- In Time - (août 2004) (sorti en téléchargement)
- Warm Sound - (mai 2005)
- Futures - (mars 2006)
- Throw It All Away - (mai 2006)
- You're My Flame - (juillet 2006)
- Futures (re-sortie) - (septembre 2006)
- If I Can't Have You - (octobre 2006)
- Mono - (octobre 2018)
- Aurora - (février 2019)

### Faces B et titres rares
- Low - EP 1
- One Arm Break - EP 1
- Monday Night - EP 2 (CD)
- Spinning Dub - EP 2 (12")
- Spinning - face B de I Have Seen (12"/CD)
- Salt Water Sound - face B de I Have Seen (12"/CD)
- Truth & Rights - Another Late Night: Zero 7 (CD/Vinyl)
- Milton At Midnight - sur iTunes uniquement
- Light Blue Movers - face B de Somersault (12"/CD)
- E.V. - titre promo très rare
- Planets - titre promo très rare
- Dreaming - face B de Futures (7")
- Thistles - face B de Throw It All Away (CD)
- Inaminute - face B de Throw It All Away (7"/CD)

 (avril 2021).

### Bandes originales
- In the Waiting Line - sur la bande originale du film Garden State de Zach Braff et dans la série House
- Distractions - sur la bande originale du film Le Cœur des hommes de Marc Esposito.
- Destiny - dans les films Blue Crush, Fashion Maman et Autour de Lucy.
- Distractions - Six Feet Under
- Polaris et In The Waiting Line - Sex and the City
- When It Falls - À la Maison-Blanche
- End Theme - Les Experts
- Sommersault - Newport Beach et le film Black/White
- In the Waiting Line (Dorfmeister Con Madrid De Los Austrias Dub) dans le film Confidence
- Look Up dans le film Goal!
- Throw It All Away dans la série Studio 60 on the Sunset Strip
- Passing By et The pageant of the bizarre - Newport Beach
- Somersault sur la bande originale du film Annapolis de Justin Lin

### Compilations
- Truth and Rights - Another Late Night
- Destiny (Hefner's Destiny's Chill) - The Chillout Project
- To Ulrike M. (Zero 7 Mix) Doris Days - Hôtel Costes Vol. 2 La Suite
- Distractions (feat Sia) - Nova Tunes Vol. 3

### Remixographie
- Distractions (Bugz in the Attic (en) Remix)
- Distractions (Bugz Cooperative Dub)
- Distractions (DJ Spinna (en) Remix)
- Distractions (Version Idjut)
- Distractions (Madlib's YNQ Remix)
- Distractions (Block 16 Remix)
- Destiny (Photek Remix)
- Destiny (Hefner's Destiny's Chill)
- Destiny (Simian Remix)
- Destiny (Acoustic Mix)
- End Theme (Roni Size's Tear It Up Remix)
- End Theme (Roni Size's Tear It Down Remix)
- End Theme (Herbert's Unrealised Remix)
- In the Waiting Line (Aquanote's Naked Adaptation)
- In the Waiting Line (Diaspora Mix, Osunlade Instrumental)
- In the Waiting Line (Slide Remix)
- In the Waiting Line (Dorfmeister Con Madrid De Los Austrias Dub)
- In the Waiting Line (Koop Remix)
- In the Waiting Line (S.P.Y Remix)
- Home (Stereolab Remix)
- Home (Ben Watt Remix)
- Somersault (Yam Who? Mix)
- Somersault (Danger Mouse Remix)
- Warm Sound (Remystify Mix)
- Warm Sound (Justin Haylock Mix)
- Warm Sound (Input Junkie Remix)

#### Titres remixés par Zero 7
- To Ulrike M. - Doris Days
- Up With People - Lambchop
- If You Can't Say No - Lenny Kravitz
- Climbing Up The Walls - Radiohead
- Twisty Bass - Neil Finn
- Umi Says - Mos Def
- Low 5 - Sneaker Pimps
- Provider - N.E.R.D.
- Love Theme From Spartacus - Terry Callier